# Kościół Przemienienia Pańskiego w Węgierskiej Górce
Kościół Przemienienia Pańskiego w Węgierskiej Górce – kościół w Węgierskiej Górce, wybudowany w latach 1977–1981. Należy do parafii św. Katarzyny w Cięcinie.

## Historia
Po wizytacji kanonicznej w parafii w Cięcinie 6 czerwca 1972 r. kardynał Karol Wojtyła wpisał w Tece Wizytacji: 

„Parafia w Cięcinie ma długą przeszłość i bogaty dorobek. (...) W okresie powojennym udało się zbyt rozległą parafię podzielić, powstała parafia w Wieprzu i Juszczynie. Pozostała natomiast sprawa Węgierskiej Górki, która jest osiedlem przemysłowym pozbawionym własnego kościoła czy kaplicy. Starania o budowę nowego kościoła idą w parze z projektem nowej lokalizacji, bliżej Węgierskiej Górki. W każdym razie nieodzowne jest uruchomienie punktu katechetycznego w tej miejscowości i wytrwałe śledzenie jej rozwoju pod kątem potrzeb duszpasterskich. Niech Bóg błogosławi! Ks. Karol kard. Wojtyła”.

21 stycznia 1976 r. kardynał Karol Wojtyła przewodniczył tu uroczystościom pogrzebowym tragicznie zmarłego kanonika ks. Jana Bryndzy i wygłosił kazanie: 

„W tym testamencie, który by (ks. Bryndza) napisał, gdyby zdążył, na pewno by wam polecił (...) ażebyście, tak jak za Jego życia i duszpasterzowania, tworzyli tę żywą, tę bardzo gorącą wspólnotę Ludu Bożego. Żeby Was ożywiała głęboka wiara. Żebyście z tej wiary wyprowadzali swój pogląd na świat i na wszystkie jego sprawy. Żebyście z tej wiary kształtowali Wasze życie i osobiste i rodzinne i społeczne, i żeby ona była siłą wiodąca każdego i wszystkich”.

Cztery miesiące przed wyborem na papieża – 18 czerwca 1978 r. kardynał Karol Wojtyła dokonał aktu wmurowania kamienia węgielnego pod budowę kościoła pw. Przemienienia Pańskiego w Węgierskiej Górce. Odprawił z tej okazji Mszę św. koncelebrowaną i wygłosił kazanie. Wspomniał w nim pierwszego budowniczego kościoła – śp. ks. Jana Bryndzę: „Niech jego trud będzie kamieniem węgielnym kościoła, któremu na imię Przemienienie Pańskie”.
Bryła kościoła przypomina trzy namioty. Znajdują się w niej największe organy piszczałkowe na Żywiecczyźnie, ponadto witraże przedstawiające sceny z życia Jezusa i Maryi, ołtarz główny ze sceną Przemienienia Pańskiego, oraz dwa boczne ołtarze wykonane z mozaiki marmurowej.